# ENASA
 (octobre 2021).
ENASA - Empresa Nacional de Autocamiones S.A. était un constructeur espagnol de véhicules automobiles, ayant succédé en 1946 à Hispano-Suiza. Cette société est plus à considérer comme une holding puisqu'elle n'a jamais commercialisé aucun produit sous son nom mais sous la marque Pegaso qui a produit des camions civils et militaires ainsi que des autobus. ENASA faisait partie des entreprises d’État espagnoles regroupées sous la holding INI.

## Histoire de E.N.A.S.A.

### Contexte
Après la guerre civile espagnole, la situation du parc espagnol de camions est chaotique, la plupart datent d'avant 1936. Les modèles les plus puissants et modernes avaient été réquisitionnés par l'armée qui, à la fin de la guerre, ne les a pas été restitués car ils avaient été détruits ou étaient dans un état déplorable. Le parc national de véhicules de transport encore roulant se composait d’anciens modèles des années 1920 et 1930, de camions provenant essentiellement d’aide étrangère dont les italiens Fiat, OM, SPA et Lancia, ou le russe 3HC.
Le nouvel État qui surgit en Espagne après la guerre civile a entrepris une politique d'industrialisation autarcique, en partie imposée par les sanctions internationales, dont le principe était la substitution des produits manufacturés d'importation par les fabrications nationales.
Après plusieurs tentatives pour créer une industrie nationale dans ce secteur, la seule entreprise capable d'affronter la difficile situation économique et l'isolement extérieur était Hispano-Suiza. Hispano-Suiza fabriquait, au cours des années 1940, les modèles 66G et 66D, avec des moteurs essence et diesel.
Par le décret du 10 février 1940, le Ministère de l'Industrie et du Commerce du gouvernement du général Franco avait fixé les caractéristiques minimales de production des futurs constructeurs nationaux :
- Pour les petites voitures à faible consommation et bas prix, quatre sièges et puissance inférieure à 12 HP, 5.000 unités. Pour les voitures particulières, cinq à sept sièges et une puissance d'environ 25 HP, 9.000 unités,
- Pour les camions légers de deux tonnes et demie à trois tonnes et demie, les fourgonnettes et les camionnettes d'une puissance de 25 HP environ, 15.000 unités,
- Pour les camions lourds, sept tonnes, avec moteur diesel de 38 à 50 HP, 1.000 unités par an.
- La même quantité de 1.000 unités est fixée pour les tracteurs destinés à un usage agricole ou militaire.

Compte tenu de ces conditions générales de l'activité automobile, les
initiatives dans ce secteur n'avaient pratiquement pas d'autre voie que
de présenter un projet au Ministère qui, s'il remplissait les objectifs de
production requise, pouvait obtenir son classement en entreprise "d'intérêt national" et aussi d'avantages, comme la possibilité d'obtenir des licences d'importation pour les équipements et le matériel pour réaliser l'usine.
C'est ainsi que dans les mois qui suivirent la parution du décret, quatre projets potentiels ont été enregistrés : Ford Motor Ibérica, Daimler-Benz, Fiat Hispania et Hispano-Suiza. Seuls deux de ces projets se sont concrétisés et ont fait l'objet de négociations conduites par les hauts fonctionnaires qui allaient être intégrés en 1941 dans l'INI : le projet FIAT pour les voitures particulières et celui d'Hispano-Suiza pour les camions.
La première négociation s'est déroulée dès le mois de mars 1942 avec FIAT Italie, pour fixer les conditions de sa participation à une usine de voitures particulières. En octobre 1942, des négociations commencèrent pour la construction d'une usine de véhicules industriels avec le constructeur suisse Saurer et, en décembre 1942, avec les constructeurs italiens Alfa Romeo et Lancia.
Fin octobre, la première ébauche d'un contrat avec Saurer était disponible, dans lequel leur collaboration technique était envisagée pour équiper une usine d'une capacité de 1.200 unités annuelles d'un modèle de camion diesel de 5 tonnes de charge utile, sans préciser les étapes de la nationalisation de la production.
En novembre 1942, le Ministère approuve le projet présenté par Lancia,
pour fabriquer des camions diesel de la marque Alfa Romeo. Les véhicules seraient assemblés dans les ateliers d'Hispano-Suiza à Barcelone, avec, dans un premier temps, un degré de nationalisation équivalent à 68,9 % de sa valeur avec l'objectif d'atteindre 100 % au cours des cinq années suivantes.
Les conditions imposées n'étaient pas très encourageantes pour les entreprises, compte tenu des débouchés limités du marché national espagnol. La seule entreprise espagnole en mesure de s'engager dans ce programme de production, la société privée catalane Hispano-Suiza, sollicitait le soutien de l'INI pour obtenir des commandes immédiates pour des camions militaires.
La demande d'Hispano Suiza n'était pas surprenante compte tenu des  incertitudes liées au projet et des importants risques financiers qu'il impliquait. Les études menées par l'INI sur les problèmes posés par cet objectif d'industrialisation le confirment. La faiblesse de l'industrie nationale au niveau des matières premières et des composants imposaient que ce soit une entreprise publique qui s'engage dans le domaine des poids lourds.
Durant le premier semestre 1943, d'intenses négociations eurent lieu avec Hispano-Suiza et Alfa Romeo. L'INI place cette alliance avec le constructeur  italien au premier plan au détriment de Saurer. En août 1943, la Présidence du Gouvernement autorise l'INI à créer immédiatement une usine de camions mais un mois plus tard, le projet est arrêté en raison de la crainte que la situation de l'entreprise italienne ne change brutalement avec le cours qu'avait pris la guerre et les changements politiques survenus en Italie.
Avec l'abandon de la solution « italienne », il y eut une tentative de
solution « allemande » avec Daimler Benz qui n'a jamais vraiment débuté.
L'INI a du admettre que l'objectif de lancer la fabrication de camions pour l'armée espagnole dans des délais brefs était irréalisable.
Les négociations entre INI, Hispano-Suiza et Alfa Romeo ont permis de clarifier les positions de chacun et ont, en quelque sorte, préfiguré la solution définitive obtenue trois ans plus tard.
Le projet de l'INI avait suscité l'intérêt d'Alfa Romeo et, en particulier, du directeur technique de son département voitures de sport, l'espagnol Wifredo Ricart. Il fit une proposition directe à l'INI en impliquant le site industriel existant d'Hispano-Suiza, en attendant qu'une nouvelle usine soit construite. Le projet ne différait pas beaucoup du projet initial d'Alfa Romeo, sauf que l'acteur principal était l'INI. L'idée de W. Ricart était astucieuse car il proposait la fabrication d'un véhicule adapté aux besoins du marché espagnol, ce qui correspondait parfaitement aux idées autarciques et nationalistes de l'INI, tout en considérant que l'ingénieur espagnol avait proposé de garantir sa collaboration directe et celle de ses collaborateurs italiens, à un moment où l'Espagne manquait cruellement d'ingénieurs et de techniciens nationaux pour engager ses programmes industriels.
La rupture des négociations avec Alfa Romeo a conduit à l'abandon du projet de W. Ricart, et rendait impossible l'utilisation des bases technologiques Alfa Romeo. C'est à cette occasion que la manière de mener les négociations avec les constructeurs étrangers, voulue par l'INI, s'est révélée non viable.
Face au blocage du projet, les militaires ont fait monter la pression pour obtenir les véhicules qui leur avaient été promis une décennie auparavant. Une nouvelle tentative de négociation s'est engagée avec Daimler-Benz qui restera sans suite.
Après les échecs des négociations avec les constructeurs étrangers, il ne restait plus que la solution nationale espagnole. L'unique constructeur de camion espagnol, Hispano-Suiza, fabriquait en petite série le modèle 66G, de 7 tonnes, équipé d'un moteur à essence. Le constructeur avait à l'étude le prototype de la version diesel nommé "66 D13".
Wifredo Ricart quitte l'Italie et revient en Espagne en fin d'année 1945. Il est engagé par Juan Antonio Suanzes, alors Ministre de l'Industrie et du Commerce et Directeur de l'INI pour créer les bases de l'industrie automobile espagnole. Il va alors relancer son projet d'intégration d'Hispano-Suiza et de la technologie Alfa Romeo dont il occupera plus d'une vingtaine d'ingénieurs milanais pour concevoir et fabriquer les camions dont le pays avait tant besoin. En mars 1946, il élabore un "Avant-projet pour une usine de véhicules industriels lourds et de moteurs diesel". En avril, la direction de l'INI soumet au gouvernement le document "Fabrication de véhicules utilitaires et de moteurs diesel", ainsi que les projets de décret et d'arrêté ministériel portant approbation de la constitution de la nouvelle société par l'INI.
La nouvelle société, une fois sa création approuvée par le Conseil des ministres par décret du 1er mai 1946, est constituée par acte notarié du 23 octobre 1946 sous le nom Empresa Nacional de Autocamiones, S.A. - ENASA. Mais avant sa création, tout au long de l'année 1946, des négociations tendues ont eu lieu entre INI et Hispano-Suiza, qui est contraint d'accepter 25 % des parts d'ENASA en compensation des actifs dans son usine de La Sagrera à Barcelone.
C'est ainsi que va naître le premier camion sous la marque Pegaso, le Z-203, aussi appelé Pegaso I, qui n'était que l'66G rebadgé Pegaso. Ce camion était équipé d'un moteur essence 6 cylindres de 5 litres de cylindrée.

## La société ENASA - Pegaso

### Les débuts difficiles
Dans un pays soumis à l'isolement à la suite des sanctions internationales, l'approvisionnement en matières premières nationales avec quelques rares produits importés rend le suivi qualitatif et quantitatif quasiment impossible. De grosses difficultés de production et donc de vente vont se succéder jusqu'au début des années 1960. Les problèmes d'approvisionnement en acier constituent le facteur d'étranglement le plus important de l'activité productive de l'entreprise auxquels s'ajoutent les difficultés notables de trouver les ferroalliages, aluminium et autres métaux légers. L'autre facteur pénalisant était le manque de pneumatiques au point de devoir arrêter les livraisons au début de l'année 1951.
A ces difficultés d'approvisionnement matérielles s'ajoutent celle de l'offre
l'électricité, car la Catalogne, comme toutes les régions espagnoles, a subi les conséquences des restrictions en fourniture électrique.

### L'accord de coopération avecLeyland Motors
En 1957, ENASA signe un accord avec le constructeur britannique Leyland.
Le rapprochement entre les deux sociétés avait une double origine. Depuis sa création, ENASA s'est trouvée en concurrence avec Leyland sur le marché des autobus urbains avec la création de Leyland Ibérica.
L'accord signé prévoit que Leyland Motors accorde les licences de fabrication de ses moteurs 4 et 6 cylindres diesel à ENASA, prend une participation au capital de Pegaso de 30 % et, en échange, renonce à exporter en Espagne ses véhicules dans la gamme entre cinq et dix tonnes, secteur réservé à Pegaso avec sa nouvelle gamme "Comet".
Dans le secteur des véhicules lourds, la collaboration portait initialement sur de nouveaux modèles à 3 et 4 essieux, de 12-14 et 16-18 tonnes, véhicules non produits en Espagne. Sa dénomination Pegaso Z-211 et Z-212

### L'accord de coopération avecViberti
Dans le courant de l'année 1960, ENASA et le constructeur-carrossier italien Viberti signent un accord de coopération qui permet à Pegaso de monter des essieux autodirecteurs sur ses camions porteurs 4x2 pour en faire des 6x2 et de fabriquer des caisses d'autobus autoporteuses. La production des autobus et autocars Pegaso Viberti Monotral, basés sur la licence du constructeur italien Viberti, débute en 1961 et donnera une large gamme de produits pendant des décennies. Le premier sera l'autobus 6030-N, équipé d'un plancher horizontal, et qui obtiendra un grand succès commercial.

### Le rachat deSAVA
En 1964, SAVA rachète la majorité des actions de Matacás, un important motoriste espagnol.
En 1966, ENASA rachète le constructeur de camionnettes SAVA - Sociedad Anonima de Vehicules Automoviles en difficulté et son usine de Valladolid pour élargir sa gamme avec des véhicules utilitaires et surtout faire avorter la tentative de SAVA de construire des camions moyens et lourds qui auraient concurrencé les modèles Pegaso.
Avec ce rachat, ENASA devient le propriétaire de la société Matacás et décide, simplement, de la fermer.
SAVA avait passé des accords de coopération avec le constructeur anglais British Motor Corporation - BMC et avec Berliet pour la fabrication d'un dérivé du GBH en version 6x2, baptisé SAVA-Berliet GPS-12 produit à moins de cent exemplaires et qui sera abandonné en 1968. ENASA ne donnera aucune suite à ces accords passés avec des constructeurs étrangers.

### L'accord avecInternational Harvester
À la fin des années 1970, le constructeur britannique Leyland connait de sérieuses difficultés financières et se retire d'ENASA. En 1980, ENASA trouve un nouveau partenaire avec le constructeur américain International Harvester avec qui il souhaite développer une nouvelle gamme de camions lourds. IH acquiert 35 % d'ENASA. Peu après, IH est confronté à son tour à une grave crise aux États-Unis et doit renoncer à ses projets en Espagne. IH dédommagera ENASA en 1983 en lui cédant pour 1 £ivre symbolique le constructeur britannique Seddon Atkinson.
Se retrouvant à nouveau seul, en 1984, ENASA décide de s'associer avec le constructeur hollandais DAF pour étudier une nouvelle cabine pour les modèles haut de gamme. Ils fondent à cet effet la société commune "Cabtec".

### La vente àIVECO
L'Espagne a fait son entrée dans la Communauté économique européenne (CEE) en 1985 et le groupe ENASA-Pegaso a du affronter la rude concurrence des constructeurs européens de poids lourds. L'INI, toujours propriétaire du groupe, est soumis aux règles européennes et doit privatiser les entreprises industrielles du secteur concurrentiel. En 1989, l'INI lance un premier appel d'offres international pour vendre ENASA.
Suite du refus de l'Office ouest-allemand des cartels de laisser les deux constructeurs allemands concurrents MAN et Daimler-Benz de racheter ENASA, notifié en mai 1990, l'INI lance un second appel d'offres international et vend l'ensemble ENASA-Pegaso à IVECO le 13 septembre 1990. La fabrication des modèles FIAT-IVECO débute immédiatement dans les usines espagnoles. L'usine de Barajas commence la production des modèles lourds Iveco EuroTech et EuroStar en 1992.
Le 12 juillet 1994, le dernier camion Pegaso Troner quitte les chaînes de montage de l'usine de Barajas (Madrid). Le dernier moteur Pegaso est fabriqué en 1995. La gamme de camions militaires Iveco Defence Vehicles continue à être commercialisée en Espagne sous la marque Pegaso pendant quelques années.avant de reprendre le badge IVECO.

## Les grandes dates de la société ENASA - Pegaso
- 1946 - le premier camion d'une longue série, le Pegaso I apparaît, un modèle basé sur le Hispano-Suiza 66G qui, en raison de la forme de sa cabine, fut surnommé "mofletes" (joues), à cause de la forme très arrondie de sa cabine qui ressemblait à des joues,
- 1947 - Pegaso présente le Pegaso II Z-203, qui est une évolution du Pegaso I.
- 1949 - Pegaso présente le Z.701, premier tracteur du constructeur.
- 1951 - le Pegaso II reçoit une motorisation diesel. Présentation de la voiture Pegaso z-102.
- 1953 - un prototype de camion militaire, le M-3, est présenté.
- 1954 - la fabrication des camions est transférée dans l'usine de Barajas près de Madrid. La même année débute la fabrication du Z-207 Barajas.
- 1955 - présentation d'un prototype du Z-210 avec trois essieux dont deux à l'avant, selon le concept italien.
- 1961 - début de la production des bus et autocars Pegaso Viberti Monotral, basés sur la licence du constructeur italien Viberti qui donnera une grande gamme de produits pendant des décennies. Le premier sera l'autobus 6030-N, équipé d'un plancher horizontal, et qui obtiendra un grand succès commercial.
- 1963 - présentation du premier 4x4.
- 1964 - naissance de la série "Comet". La fabrication de camions à 3 et 4 essieux, comme en Italie, débute.
- 1966 - la gamme s'étend vers le bas, début de la fabrication des fourgons. ENASA prend le contrôle du constructeur espagnol SAVA (Sociedad Anonima Vehiculos Automoviles) et l'absorbe en 1968,
- 1975 - la gamme lourde est équipée des premières cabines basculantes.
- 1977 - à la demande des autorités militaires, fabrication de véhicules blindés (BMR).
- 1983 - le T-1 est introduit sur le marché. ENASA-Pegaso rachète le constructeur britannique Seddon Atkinson à International Harvester pour une £ivre symbolique et se rapproche de "DAF",
- 1987 - présentation du Troner, fruit d'une collaboration avec DAF et Seddon Atkinson.
- 1990 - À la suite du refus de l'Office ouest-allemand des cartels de laisser les constructeurs allemands concurrents MAN et Daimler-Benz de racheter ENASA notifié en mai 1990, INI vend l'ensemble ENASA-Pegaso à IVECO en septembre 1990 à la suite d'un second appel d'offres international. La fabrication des modèles FIAT-IVECO débute immédiatement dans les usines espagnoles. L'usine de Barajas commence la production des Iveco EuroTech et EuroStar en 1992,
- 1994 - 12 Juillet, le dernier camion Pegaso Troner a quitté les chaînes de montage de l'usine de Barajas (Madrid). Le dernier moteur Pegaso a été fabriqué en 1995. La gamme de camions militaires Iveco Defence Vehicles a continué à être commercialisée en Espagne sous la marque Pegaso pendant quelques années.

Depuis 1990 ENASA fait partie du groupe italien IVECO, filiale du groupe FIAT.